# 銭函川
銭函川（ぜにばこかわ）は、北海道小樽市を流れ日本海の石狩湾に注ぐ銭函川水系本流の普通河川である。

## 流路
北海道小樽市南東の境界付近にある奥手稲山の北麓に源を発し山林の中を北に流れ、途中、銭函峠から来る銭函峠川を合わせる。桂岡町で左岸の傾斜が緩くなり住宅地が広がる。右岸は崖となっている。札樽自動車道と交わるあたりで東に向きを変える。銭函の市街の中を流れ、銭函駅の南西200メートルで北東に向き直り石狩湾に注ぐ。
河口付近は石狩平野の最西端にあたり、右岸は平地だが左岸には台地の崖が迫っている。国道5号から下流の部分は1962年の氾濫の後に整備されたものである。

## 利水
小樽市による2004年度の水質調査では、BODが0.1 mg/Lと良好であった。上流部の水は銭函浄水場に引かれ、市内の他の中小河川の水とともに小樽市の上水道に使われている。2000年頃の水の硬度は29 mg/Lだった。

## 支流
- 銭函峠川

## 橋梁
- 札樽自動車道
- 銭函橋 - 国道5号
- 仲の橋
- 沢の橋
- 銭函下の橋
- 函館本線
- 銭函橋 - 北海道道225号小樽石狩線